# Rive Gauche (Charleroi)
Rive Gauche (Frans voor: linkeroever) is een winkelcentrum in de benedenstad van Charleroi op de linkeroever van de Samber. Het werd op 9 maart 2017 geopend. 
Rive Gauche bestaat uit 39.000 m² winkelruimte, een hotel, een ondergrondse parking met 1000 plaatsen, vijftig woningen, een kantoorgebouw en een jeugdherberg.
Voor de bouw van Rive Gauche werd een deel van de benedenstad van Charleroi afgebroken. Er werd een kleine 200 miljoen euro geïnvesteerd in de bouw van het winkelcentrum. Doel ervan was revitalisering van het centrum van Charleroi. Anno 2019 heeft Rive Gauche nog niet voor een nieuwe impuls in de omliggende winkelstraten geleid, mede doordat het winkelcentrum winkels en winkelpubliek eruit heeft weggezogen.    
In maart 2018 kocht het Amerikaanse CBRE Global Investors het winkelcentrum voor ruim 300 miljoen euro van de Antwerpse ontwikkelaar Iret Development.